# Lina Bo Bardi
Pour les articles homonymes, voir Bardi (homonymie).
Lina Bo Bardi, née Achillina Bo le 5 décembre 1914 à Rome, et morte le 20 mars 1992 à São Paulo, est une architecte italienne naturalisée brésilienne du Mouvement Moderne.
En associant au rationalisme du Mouvement Moderne la plasticité de l’art vernaculaire sud-américain, elle privilégia une architecture de la spontanéité, empreinte d’un profond sentiment social. Une architecture conçue comme un organisme adapté à la vie, qui associe l’usage quotidien et l’énergie de ses habitants.
Elle utilisa le terme de substances au lieu de matériaux pour exprimer la composition de son architecture. Ces substances sont l’air, la lumière, la nature et l’art.

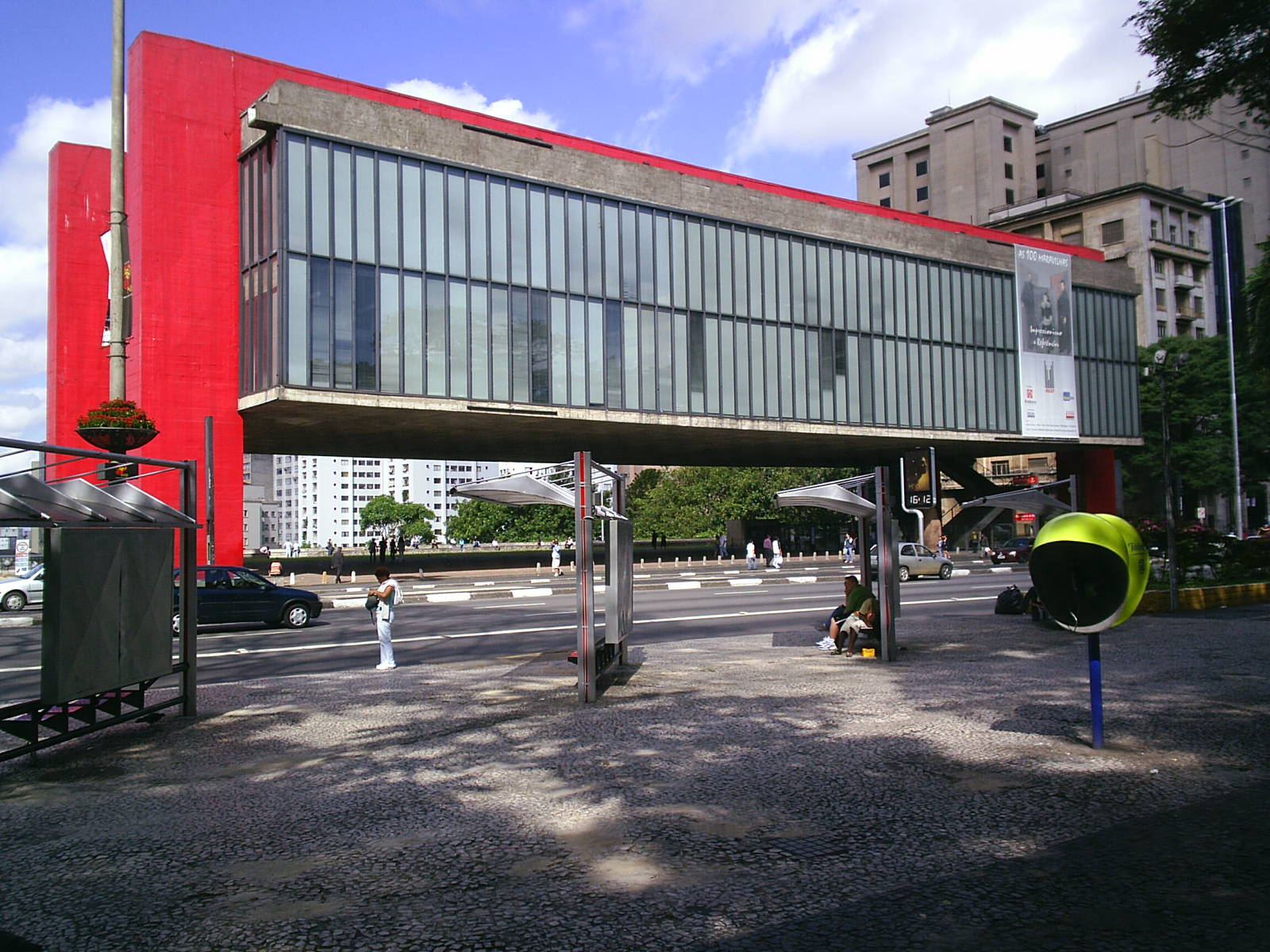
Musée d’Art de Sao Paulo (MASP)

Après des études à la Faculté d’Architecture de l’Université de Rome, elle commença sa carrière au sein de l’agence de Gio Ponti à Milan, éditeur de la revue Domus. Elle fut rédactrice de la revue jusqu’à ce que celle-ci ne soit interdite en 1944 pour des motifs politiques. Sympathisante du Parti Communiste Italien, comme beaucoup d’intellectuels de l’époque, elle recensa après-guerre les destructions en Italie et s’impliqua dans le Congrès National pour la Reconstruction. Elle participa également à la fondation, aux côtés de Bruno Zevi, de l’hebdomadaire A Cultura della Vita.

## Un pays à construire
Après leur mariage en 1946, Lina Bo et Pietro Maria Bardi s’embarquèrent pour le Brésil, un pays neuf qui les attira par ses perspectives de prospérité et la vitalité de sa scène architecturale. Cette situation était à l’opposé d’une Europe exsangue qui cherchait à se reconstruire après le second conflit mondial. Ils embarquèrent à Gênes sur l’Almirante Jaceguay, emportant avec eux, dans la cale spécialement louée, la collection et le stock d’œuvres d’art de Pietro Bardi ainsi que sa vaste bibliothèque.
C'est lors de l’exposition de ces pièces, « Exposition de peinture moderne Italienne » que le couple rencontra Oscar Niemeyer, Lucio Costa et Assis Chateaubriand, riche propriétaire d’un groupe de presse qui rêvait de construire un musée. De 1947 à 1996, Bardi a été le conservateur du MASP à Sao Paulo (Musée d'Art de São Paulo) conçu et dessiné par Lina Bo Bardi et qui est devenu le plus novateur et le plus important musée d’art moderne d’Amérique latine. Lina prit la nationalité brésilienne en 1951. La même année, elle termina la Maison de verre - sa propre habitation- dans les nouveaux quartiers du parc de Morumbi. Elle devint célèbre par l’ampleur et la fluidité des espaces créés.

## La maison de verre et Chame Chame house
Conçues toutes deux au début de sa carrière brésilienne, à quelques années d’intervalle, ces deux maisons, aussi dissemblables en apparence que possible, fournissent une clef de lecture à toute la démarche de Lina Bo Bardi.
Tandis que la Glass House expérimente la fusion de l’air, de la lumière et des œuvres 
d’art, dans une esthétique minimaliste et moderniste, la Chame Chame house met l’accent sur la nature et les matériaux, revendiquant son enracinement dans le paysage et dans la culture locale.
Toutes deux sont organisées autour d’une association signifiante: l’arbre et l’escalier. S’ils sont à la base de l’articulation spatiale de la Glass House, ils sont magnifiés dans la Chame Chame house. Toute cette maison est définie par ce voyage le long d’un escalier courbe, disproportionné pour une maison (1,2 m de large avec des marches de 46 cm de profondeur).
La finition de l’escalier prévoyait des parois de céramique vernissée décorées de motifs de poissons noir et blanc. Ils seront finalement remplacés par des motifs de roses en casson de céramique.

### Masques, tatouages et ex-voto
Construite autour d’un magnifique arbre à pain (arbre des sanctuaires dans la tradition locale), ses murs, simplement blanchis à la chaux à l’intérieur, étaient recouverts de matériaux à l’extérieur : Incrustation de fragments de poterie, bras, pieds, têtes de poupées, jouets, tasses, fonds de bouteilles, coquillages et même les cheveux et les yeux des poupées. La finition de la façade s’apparente aux pratiques de peintures et de tatouages des indiens Cadueros, qui vivent à la frontière du Paraguay et du Brésil. Cette façade qui défend l’édifice et le fond dans la nature renvoie aussi à l’image du fort qui occupe le centre de la baie de Salvador. Ses murailles découvertes à marée basse révèlent une peau incrustée de coquillages sur une plage jonchée de fragments d’objets flottés, rejetés par les bateaux.

### Une fascination pour les escaliers
« Je n’ai aucun intérêt pour l’aspect fonctionnel des escaliers mais je suis fascinée par la portée de ces volées de marches : escaliers de trônes, de lieux sacrés, de cités. Les escaliers ont une valeur symbolique, ils relient les hommes. » L’escalier de Chame Chame house est une intrusion de l’extérieur dans l’intérieur. Il est le seul élément interne à recevoir un traitement décoratif que l’on retrouve sur la façade. Dans ses escaliers, toujours renouvelés, Lina Bo bardi ose parfois des premières marches différentes, pour rendre l’escalier plus invitant.

## La Crystal House

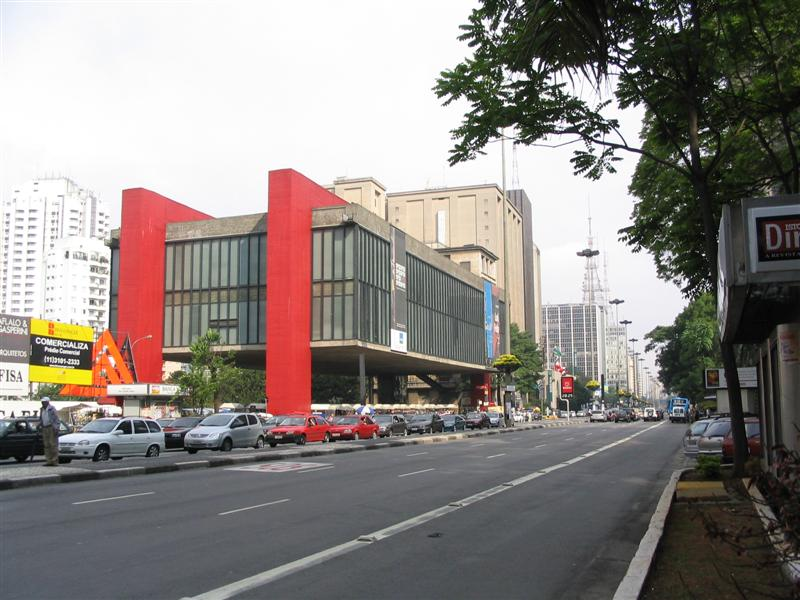
Le principe du plan libre est porté à son paroxysme dans le MASP

## Musée d’Art de Sao Paulo MASP
Le MASP, inauguré en 1968, est suspendu à deux énormes portiques qui supportent une charge de 9 200 tonnes, il en résulte un espace libre de 74 mètres. Sa collection est considérée comme l'une des plus importantes de l'art européen de l'Amérique Latine, comprenant entre autres des œuvres de maîtres comme Degas, Renoir, Modigliani et Bonnard.
Les premiers croquis du MASP datent de 1959. Le site retenu, à l’emplacement de l’ancien Palais du Trianon, à l’entrée d’un parc, comportait deux contraintes majeures : deux lignes de chemin de fer souterraines et l’interdiction faite par le donateur du parc de couper la vue depuis la ville. La réponse architecturale, évidente de simplicité et d’audace, dégage une vaste place couverte à mi chemin entre extérieur et intérieur.

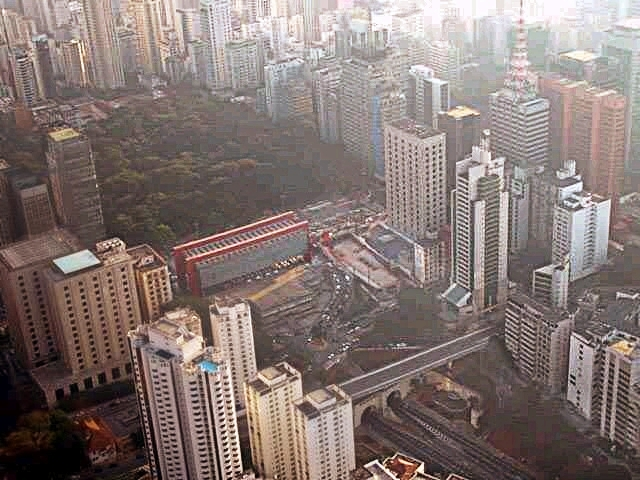

Le Musée, dont la construction durera jusqu’en 1968, connaît un financement chaotique et sulfureux, mêlant intérêts financiers et politiques. Le magnat de la presse Assis Chateaubriand, proche des milieux du pouvoir, ne lésinera pas sur le soutien apporté par ses journaux aux politiciens qui appuient son projet. L’objectif clairement affiché de Lina Bo Bardi pour la muséographie du MASP fut de créer un espace transparent, libre et flexible dans lequel était neutralisée toute médiation entre le bâtiment et l’œuvre d’art. Ce concept novateur sera repris par le projet du Centre Beaubourg en 1977.
La grande liberté spatiale induite par les plateaux dégagés de toutes structures permettait toutes les utilisations et amplifiait la confrontation du spectateur et des œuvres, dans une démarche pédagogique fidèle aux idéaux de « l’art pour tous » du Mouvement Moderne. Les panneaux de verre ou de cristal qui supportaient les œuvres donnaient l’impression qu’elles flottaient dans l’espace.

## Centre sportif et culturel SESC Pompeia
Le centre sportif et culturel SESC (une mutuelle) est un vaste complexe sportif et culturel. Il est composé d'une ancienne usine réhabilitée articulée en 1981 avec une construction nouvelle. Autant on a conservé, dans une perspective patrimoniale, l'usine dotée d'une architecture du début du XXe siècle, autant la construction nouvelle de salles de sport et d'un château d'eau procède d'une démarche architecturale contemporaine.
L'usine a une structure modulaire de poteaux-poutres à remplissage de briques formant des sheds comme enveloppe conservée et réorganisée par ses nouvelles activités : théâtre, bibliothèque, cantine.
Un bâtiment cubique nouveau superpose plusieurs salles de sport. Elles sont desservies par des passerelles à projections non identiques au sol et rejoignent un deuxième petit édifice nouveau comportant en annexe les vestiaires et l'escalier unique desservant les salles. Le bâtiment des salles de sport a de nombreuses baies de formes irrégulières obtenues par la mise en place de réservations en polystyrène dans les banches de béton ferraillé en treillis. Un système de claustra permet la ventilation avec un mur sans fenêtres au sens habituel. Le château d'eau a la forme d'une cheminée cylindrique, les voussoirs ne sont pas préfabriqués mais utilisent un coffrage conique réutilisé sur place dans l'esprit du coffrage glissant et colmaté par-dessous à la coulée du béton. Cette technique donne des joints voulus irréguliers et de façon harmonieuse par le « hasard heureux ».
Cette architecture brutaliste des bâtiments nouveaux est voulue comme telle car économique et représentant la réalité de vie des occupants. Elle est un retour aux toutes premières sources du brutalisme: par la non-utilisation impérative de la préfabrication sur place possibilité technique banale actuelle proposée et peu chère. Alors que la même préfabrication est montrée dans ses sources industrielles passées et constitue une architecture assimilée socialement et qu'elle est ici globalement (culture et architecture) récupérée.
Lina suivit quotidiennement la construction du bâtiment d'usine ancien pendant les quatre années de sa réalisation. Cela afin d’éviter ce qu’elle nommait profanation. Après son achèvement, elle se chargea de la signalétique, du mobilier, des uniformes du personnel. Elle supervisa jusqu’aux expositions et à la cérémonie d’ouverture, menu compris, inspiré des œuvres de Yves Klein.

## Une artiste aux multiples facettes
En 1957, dans une conférence à Bahia, Lina Bo Bardi affirme que les intellectuels doivent être à la source d’un nouvel humanisme, en utilisant les machines pour créer de la poésie. Elle se rapproche en cela des déclarations de Aldo van Eyck : « Je hais tous attachements sentimentaux au passé, tout autant que le culte technocratique du futur. Tous deux sont basés sur une notion du temps aussi linéaire que statique. »
Pour Lina Bo Bardi, il n’y a pas de distinction entre art populaire, qu’elle collectionne et qui la fascine, et art des élites. Jusqu’aux années 1990, elle prendra une place active dans tous les domaines de la culture. Elle participera à des projets de théâtre, de cinéma et d’expositions au Brésil et à l’étranger. Au-delà de son travail d’architecte, ses productions touchent le mobilier, les bijoux, la scène et la mode.

## Principales réalisations

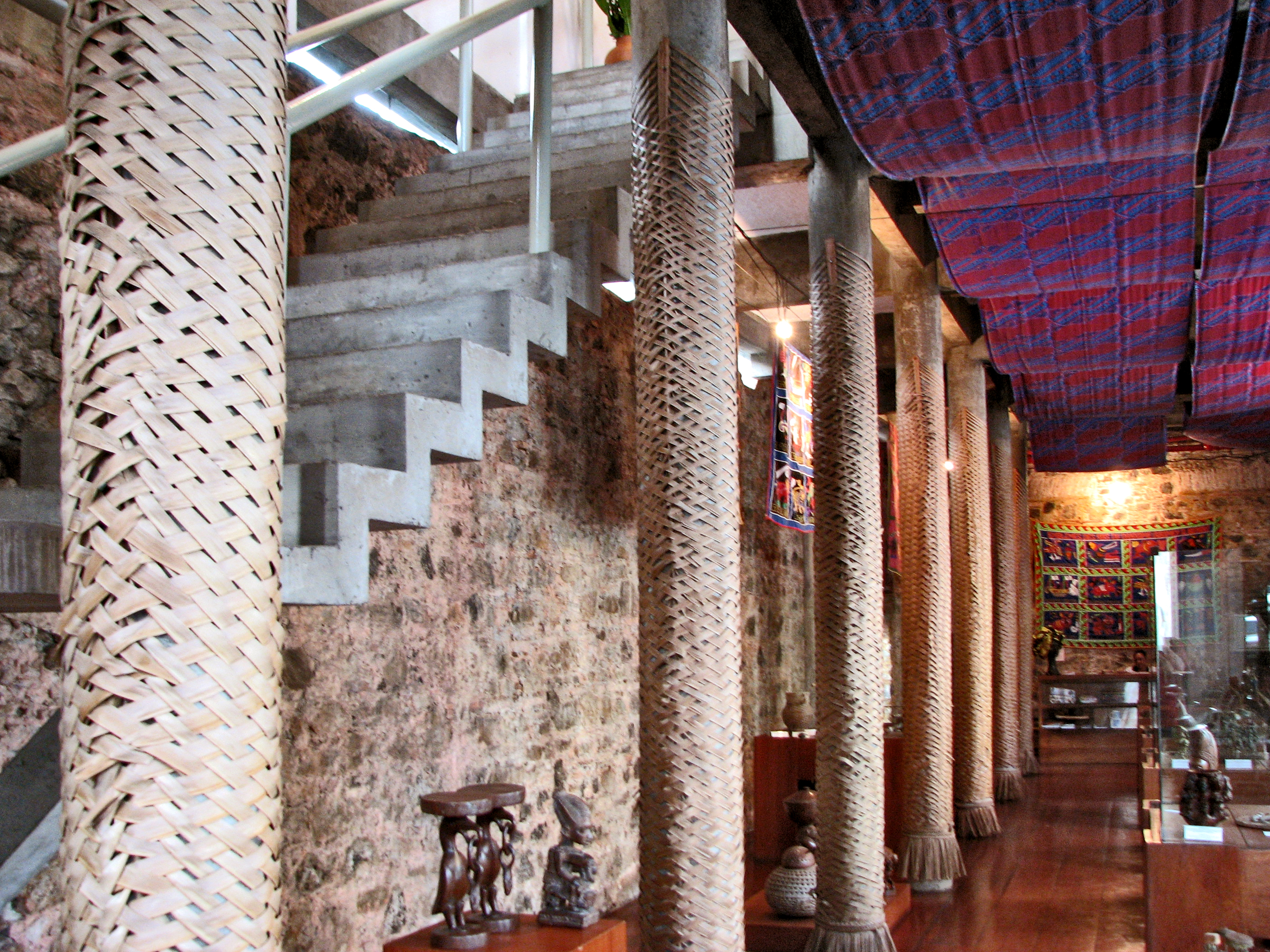
Maison du Bénin, Salvador, Bahia

- Casa de Vidro (la maison de verre), São Paulo, 1951
- Crystal Garden House, São Paulo, 1958
- The Chame-Chame House, Salvador (Bahia), 1964 [5]
- MASP (Musée d’Art de Sao Paulo), São Paulo, 1968
- Solar do Unhão, MAMB (Bahia Modern Art Museum) and Folk Art Museum, Salvador (Bahia), 1959
- Église Espirito Santo do Cerrado, Uberlândia (Minas Gerais), 1976
- Centre social SESC Pompéia, São Paulo, 1977
- Chapelle Santa Maria dos Anjos, Vargem Grande Paulista (São Paulo), 1978[6]
- Bo Bardi Studio, São Paulo, 1986
- Salvador old town center (Bahia), 1986[7]
- Gregório de Mattos Theater, Salvador (Bahia), 1986[8]
- Ladeira da Misericórdia, Salvador (Bahia), 1987[9]
- Coati Restaurant, House 7, Dos 3 Arcos Bar, House 3, House 1
- Casa do Benin, Salvador (Bahia), 1987[10]
- Casa do Olodum, Salvador (Bahia), 1988
- Centro de Convivência LBA, Cananéia (São Paulo), 1988[7]
- Teatro Oficina, São Paulo, 1990
- Nova Prefeitura de São Paulo, 1990